# Xenotyphlops
Xenotyphlops är ett släkte av ormar.
Xenotyphlops ingår enligt Catalogue of Life i familjen maskormar. Enligt The Reptile Database utgör Xenotyphlops en självständig familj Xenotyphlopidae.
Arterna är med en längd mindre än 75 cm små ormar. De förekommer i sydöstra Europa, i norra Afrika och fram till Iran. Dessa ormar är vanligen gömda i jordhålor. De äter främst myror och termiter. Honor lägger ägg.
Arter enligt Catalogue of Life:
- Xenotyphlops grandidieri
- Xenotyphlops mocquardi